# Dwars door Vlaanderen 2012
La Dwars door Vlaanderen 2012, sessantasettesima edizione della corsa, valida come evento dell'UCI Europe Tour 2012 categoria 1.1, si svolse il 21 marzo 2012 su un percorso di 200,8 km. Fu vinta dall'olandese Niki Terpstra, che giunse al traguardo in 4h30'01".

## Percorso
L'edizione 2012 partì da Roeselare e prevedeva 12 hillingen (salite in fiammingo): Katteberg (km 79), Berendries (km 94), Valkenberg (km 99), Eikenberg (km 113), Oude Kwaremont (km 130), Kalkhoveberg (km 132), Patersberg (km 134), Knokteberg (km 143), Vossenhol (km 154), Nokereberg (km 164) e Holstraat (km 179 e km 194). Il traguardo era posto a Waregem.

## Squadre e corridori partecipanti
Gli organizzatori invitarono 25 squadre, 13 con licenza ProTour e 12 con Continental. Parteciparono, tra gli altri, Niko Eeckhout (vincitore nel 2001 e nel 2005), Frederik Veuchelen (vincitore nel 2006) e Sylvain Chavanel (che vinse la corsa nel 2008). Il detentore Nick Nuyens non partecipò alla corsa, quindi il numero 1 non fu assegnato.
| N.      | Cod. | Squadra                |
| ------- | ---- | ---------------------- |
| 2-9     | SAX  | Team Saxo Bank         |
| 11-18   | ALM  | AG2R La Mondiale       |
| 21-26   | AST  | Astana Pro Team        |
| 31-38   | GEC  | GreenEDGE Cycling Team |
| 41-48   | KAT  | Katusha Team           |
| 51-56   | LAM  | Lampre-ISD             |
| 61-68   | LTB  | Lotto-Belisol Team     |
| 71-78   | MOV  | Movistar Team          |
| 81-88   | RAB  | Rabobank Cycling Team  |
| 91-98   | OPQ  | Omega Pharma-Quickstep |
| 101-108 | SKY  | Sky Procycling         |
| 111-118 | GRM  | Team Garmin-Barracuda  |
| 121-128 | VCD  | Vacansoleil-DCM        |

| N.      | Cod. | Squadra                        |
| ------- | ---- | ------------------------------ |
| 131-138 | ACC  | Accent.jobs-Willems Veranda's  |
| 141-148 | CHA  | Champion System                |
| 151-158 | COD  | Cofidis, le Crédit en Ligne    |
| 161-168 | FAR  | Farnese Vini-Selle Italia      |
| 171-178 | LAN  | Landbouwkrediet-Euphony        |
| 181-188 | PRO  | Project 1T4I                   |
| 191-198 | RVL  | RusVelo                        |
| 201-208 | EUC  | Team Europcar                  |
| 211-217 | APP  | Team NetApp                    |
| 221-228 | SPI  | Team SpiderTech powered by C10 |
| 231-238 | TSV  | Topsport Vlaanderen-Mercator   |
| 241-248 | SKT  | An Post-Sean Kelly Team        |

## Eventi
Le prime fasi della corsa videro partire otto corridori in fuga: Michael Mørkøv, Lloyd Mondory, Sylvain Chavanel, Niki Terpstra, Maarten Wynants, Jan Ghyselinck, Vincent Jérôme e Jelle Wallays. Dopo aver lasciato lavorare le altre squadre, i corridori della Garmin ridussero il vantaggio dei fuggitivi ma, sulla salita del Paterberg, Terpstra sferrò l'attacco decisivo. Dal gruppo, condotto dal Garmin Sep Vanmarcke, si staccarono Koen de Kort, Alexandre Pichot, Jens Keukeleire e Filippo Pozzato che ritornarono sui fuggitivi. Si formò così un gruppo di corridori all'inseguimento di Terpstra, ma i 12 non riuscirono a trovare collaborazione: i vari scatti furono fermati tutti da Chavanel, compagno di Terpstra. L'olandese vinse la corsa con una cinquantina di secondi di vantaggio dallo stesso Chavanel, che batté de Kort in volata, poi Ghyselinck, Pichot, Pozzato e Vanmarcke.

## Ordine d'arrivo (Top 10)
| Pos. | Corridore        | Squadra       | Tempo    |
| ---- | ---------------- | ------------- | -------- |
| 1    | Niki Terpstra    | Omega Pharma  | 4h30'01" |
| 2    | Sylvain Chavanel | Omega Pharma  | a 47"    |
| 3    | Koen de Kort     | Project 1T4I  | s.t.     |
| 4    | Jan Ghyselinck   | Cofidis       | a 51"    |
| 5    | Alexandre Pichot | Team Europcar | a 53"    |
| 6    | Filippo Pozzato  | Farnese Vini  | a 1'00"  |
| 7    | Sep Vanmarcke    | Garmin        | a 1'05"  |
| 8    | Maarten Wynants  | Rabobank      | a 1'16"  |
| 9    | Lloyd Mondory    | AG2R La Mond. | s.t.     |
| 10   | Jens Keukeleire  | GreenEDGE     | s.t.     |